# Traqué dans Chicago
Pour plus de détails, voir Fiche technique et Distribution.
Traqué dans Chicago (titre original : City That Never Sleeps) est un film américain réalisé par John H. Auer, sorti en 1953, avec Gig Young, Mala Powers, Edward Arnold et William Talman dans les rôles principaux.

## Synopsis
Johnny Kelly (Gig Young) est policier à Chicago. Sans passion pour son métier, il s'est contenté de suivre les pas de son père, policier lui aussi et qui plus est dans le même commissariat. Il vit avec une femme qu'il n'aime plus et rêve de partir en Californie avec sa maitresse, Sally Angel Face Connors (Mala Powers), une piètre chanteuse de cabaret. Cette dernière le presse de quitter la police et sa femme, sans quoi elle reprend sa liaison avec Greg Warren (Wally Cassell), un ancien acteur qui fait aujourd'hui le mime à la sortie du cabaret. 
Un soir, Kelly annonce son départ de la police. Il sait que cette nuit est la dernière pour lui. Pour le convaincre de rester, son père lui adjoint un vieil ami de la brigade, le sergent Joe (Chill Wills). Ils sont appelés chez un avocat véreux, Penrod Biddel (Edward Arnold). Biddel affirme qu'un homme qui travaille pour lui va le cambrioler. Cet homme, c'est Hayes Stewart (William Talman), un ancien magicien, devenu cambrioleur. Kelly accepte et une longue attente commence.

## Fiche technique
- Titre français : Traqué dans Chicago
- Titre original : City That Never Sleeps
- Réalisation : John H. Auer
- Scénario : Steve Fisher
- Photographie : John L. Russell
- Montage : Fred Allen
- Musique : R. Dale Butts
- Direction artistique : James W. Sullivan
- Décors : Charles S. Thompson (en) et John McCarthy, Jr. (en)
- Costumes : Adele Palmer
- Production : John H. Auer
- Société de production : Republic Pictures
- Pays d'origine :  États-Unis
- Langue originale : anglais
- Genre : Film policier, film noir
- Durée : 90 minutes
- Dates de sortie :
  - États-Unis : 12 juin 1953
  - France : 14 août 1953

## À noter
- Le film a été tourné à Chicago et en studio aux Republic Studios à Los Angeles.